# STS-107
Колумбия STS-107 — 28-й космический полёт МТКК «Колумбия» и 113-й полёт по программе «Спейс Шаттл». Старт произвёден 16 января 2003 года со стартовой площадки 39-A Космического центра Кеннеди во Флориде. STS-107 — последняя миссия шаттла Колумбия, закончившаяся его гибелью при спуске в плотных слоях атмосферы. Весь экипаж погиб.

## Экипаж
- (НАСА): Ричард Хасбанд (2)[1] — командир;
- (НАСА): Уильям МакКул (1) — пилот;
- (НАСА): Дэвид Браун (1) — специалист полёта-1;
- (НАСА): Калпана Чавла (2) — специалист полёта-2, бортинженер;
- (НАСА): Майкл Андерсон (2) — специалист полёта-3, командир полезной нагрузки;
- (НАСА): Лорел Кларк (1) — специалист полёта-4;
- (ISA): Илан Рамон (1) — специалист по полезной нагрузке.

## Цель полёта
В миссии STS-107 нагрузкой шаттла служил сдвоенный исследовательский модуль SPACEHAB. Также проводились эксперименты Freestar и Extended Duration Orbiter.

## Галерея
- Видео запуска

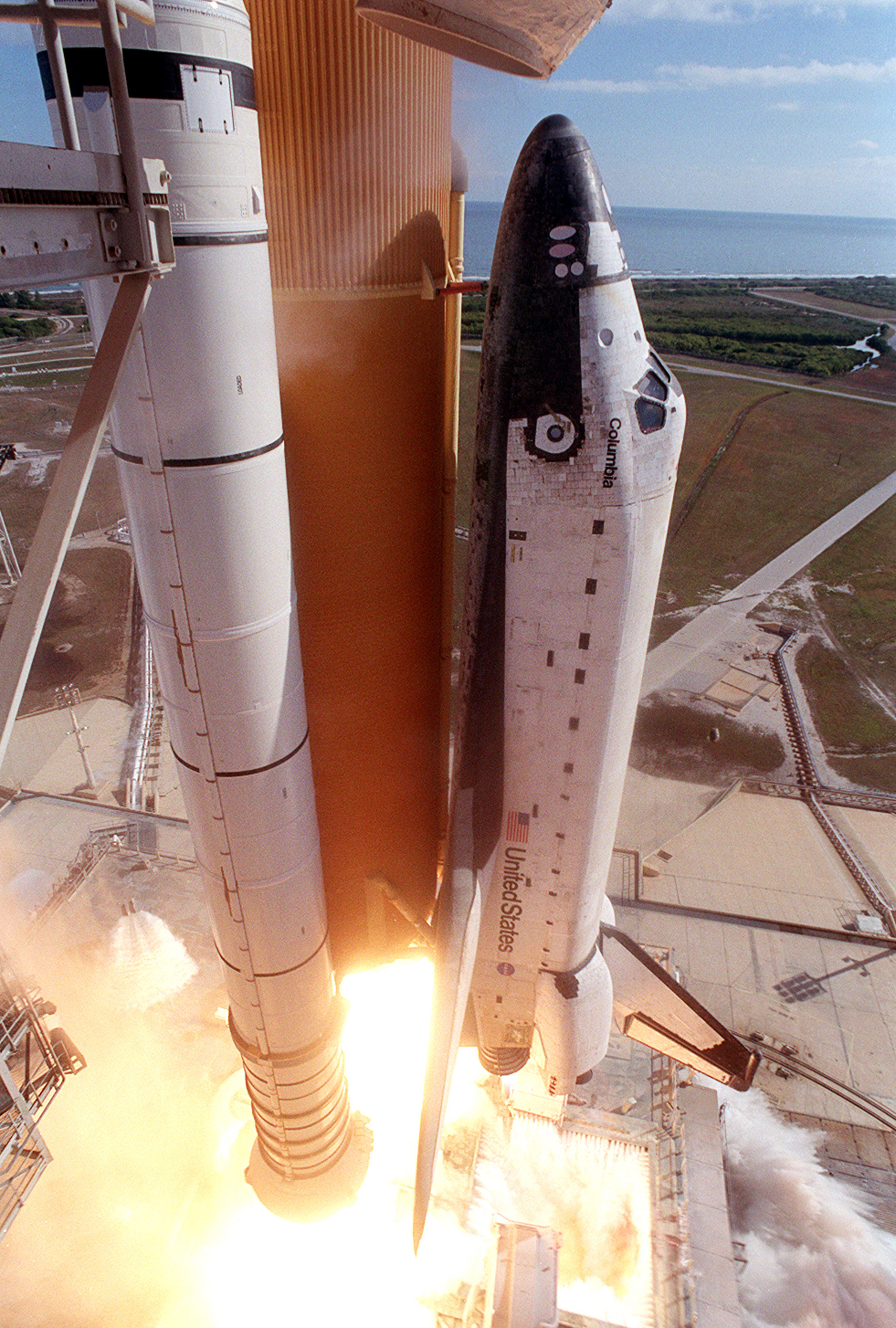
Старт шаттла Колумбия.
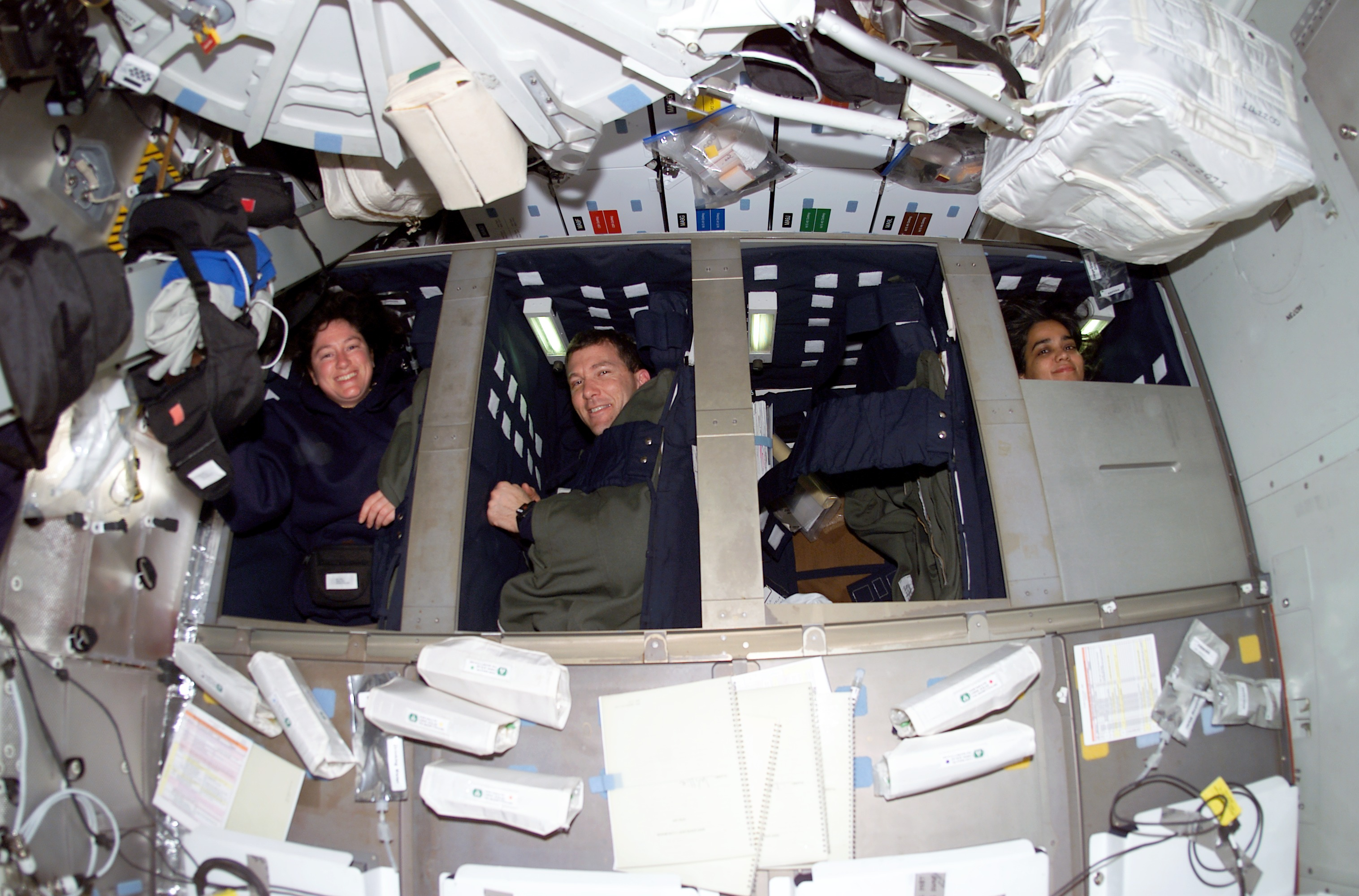
Экипаж миссии STS-107, в двухъярусных кроватях до сна.
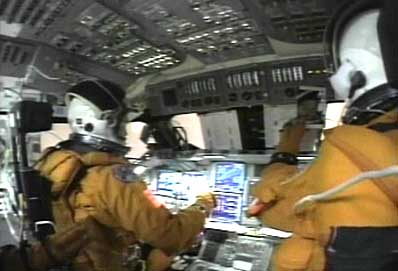
Снимок из кабины перед началом спуска на Землю
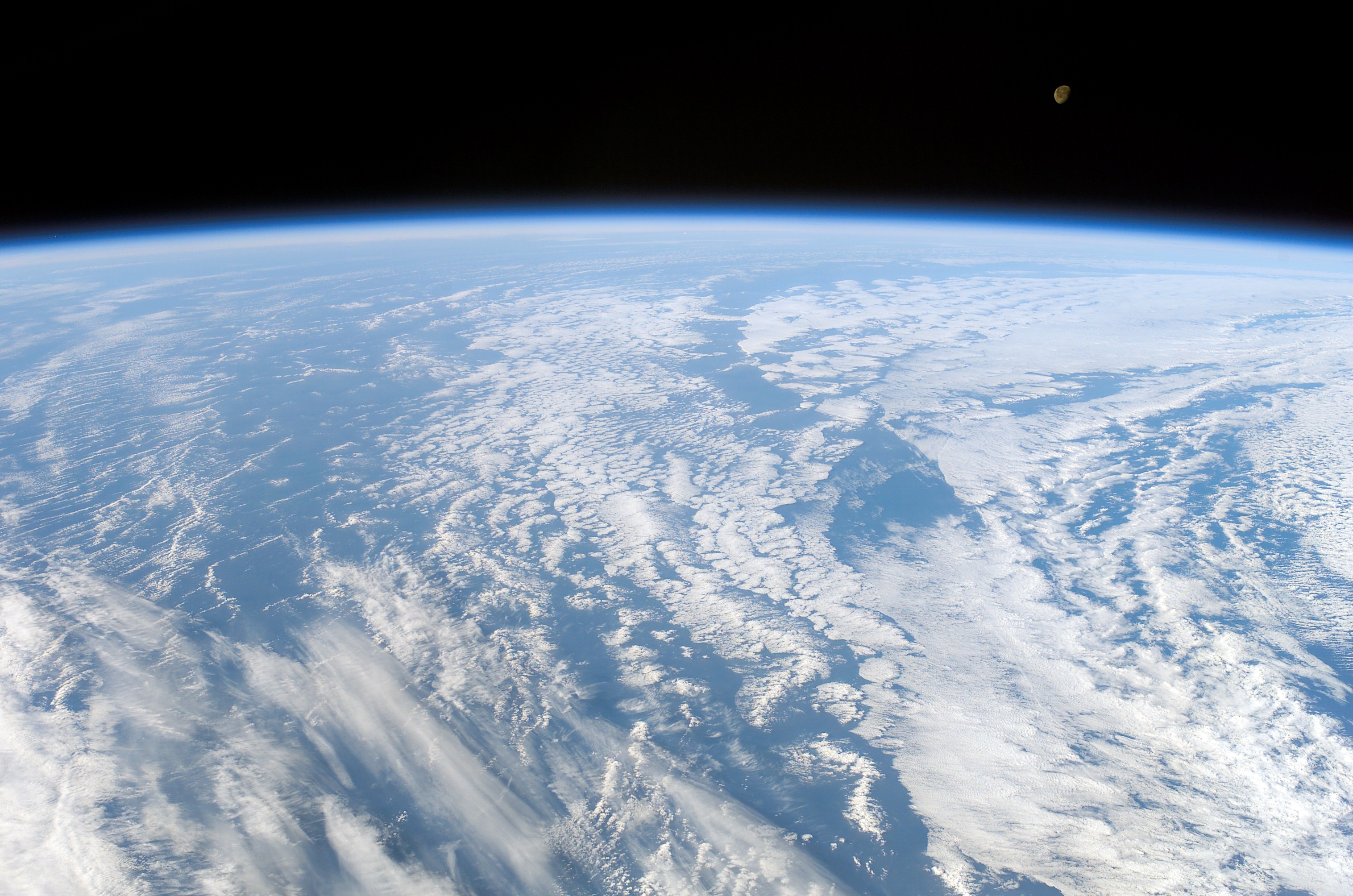
Облака над Атлантическим океаном.